# Nederlandse gemeenteraadsverkiezingen 1939
De Nederlandse gemeenteraadsverkiezingen 1939 waren reguliere gemeenteraadsverkiezingen in Nederland. Zij werden gehouden op 14 juni 1939.

## Opkomst
| 1939              | # stemmen | %     |
| ----------------- | --------- | ----- |
| Kiesgerechtigden  | 4.637.645 |       |
| Niet opgekomen    | 570.319   | 12,30 |
| Opkomst           | 4.067.326 | 87,70 |
| Ongeldige stemmen | 85.914    | 2,11  |
| Blanco stemmen    | 88.341    | 2,17  |
| Geldige stemmen   | 3.893.071 | 95,72 |

## Landelijke uitslagen
| Naam partij                     | # stemmen | % stemmen |
| ------------------------------- | --------- | --------- |
| overige partijen en combinaties | 563.153   | 14,47     |
| RKSP                            | 891.862   | 22,91     |
| SDAP                            | 828.293   | 21,28     |
| ARP                             | 467.508   | 12,01     |
| CHU                             | 371.077   | 9,53      |
| LSP                             | 238.124   | 6,12      |
| VDB                             | 222.692   | 5,72      |
| CPN                             | 129.922   | 3,34      |
| CDU                             | 59.026    | 1,52      |
| SGP                             | 48.514    | 1,25      |
| RSAP                            | 41.397    | 1,06      |
| NSB                             | 31.503    | 0,81      |